# Интернет-реклама
Интернет-реклама — реклама, размещаемая в сети Интернет.
Интернет-реклама имеет, как правило, двухступенчатый характер. Первая ступень — внешняя реклама, размещаемая рекламодателем у издателей, — рекламный носитель. Виды этой рекламы: баннеры, текстовые блоки, видеореклама. Такая реклама обычно имеет ссылку непосредственно на сайт рекламодателя. Реклама в Интернете обладает рядом преимуществ, в отличие от обычной рекламы: возможности отслеживания реакции и действий пользователя сети Интернет, рекламодатель может быстро вносить изменения в действующую рекламную кампанию. Желаемые действия пользователя называются конверсия.
Одной из основных современных технологий интернет-рекламы является RTB-платформа (с англ. Real Time Bidding), позволяющая устраивать аукцион рекламных объявлений в реальном времени.

## Виды
Реклама делится на:
1. Контентная реклама (текстовая ссылка)
2. Контекстная реклама (реклама в результатах поиска)
3. Телевизионный формат интернет-рекламы
4. Реклама в социальных сетях

## Методы продвижения
Cost Per Action (CPA) (с англ. — «цена за действие») — модель оплаты интернет-рекламы, при которой оплачиваются только определённые действия пользователей на сайте рекламодателя.

### C использованием электронной почты
Электронная почта (Electronic mail, e-Mail) — сетевая служба, позволяющая пользователям обмениваться сообщениями или документами без применения бумажных носителей.
Преимущества использования e-mail для доставки рекламных сообщений:
- электронная почта есть практически у всех пользователей Сети;
- даёт возможность персонифицированного обращения;
- интересное, с точки зрения получателя, сообщение может быть распространено им среди его коллег и знакомых;

Для продвижения с помощью e-mail используются следующие основные методы:
Рассылки подписчикам (mailing lists, «opt-in» E-mail marketing)
В Интернете существует множество списков рассылки, которые посвящены различным тематикам. Получатели подобных писем собственноручно подписались на рассылку, и в любой момент у них есть право и возможность отменить свою подписку. Существуют открытые рассылки (для всех желающих), закрытые (для людей определённого круга), бесплатные (существующие за счёт энтузиазма создателей, спонсорской поддержки, платных рекламодателей), платные. Так как список рассылки обычно представляет собой средство вещания для определённой целевой группы и часто имеет тысячи подписчиков, он является эффективным инструментом маркетинга. Ряд компаний на своих официальных сайтах предлагает посетителям подписаться на рассылку, информирующую о новостях компании и обновлениях сайта. Данная рассылка напоминает подписчикам о сайте и бизнесе его владельца, информируя и стимулируя повторные визиты.
Размещение рекламы в новостных рассылках
Значительное число рассылок подписчикам имеет новостной характер и функционирует аналогично СМИ, получая доход в том числе от размещения рекламы. Реклама в рассылках как правило аналогична баннерной рекламе в Интернете, с отличием по способу ограничения целевой аудитории: социально-демографические параметры и интересы аудитории могут зависеть не только от тематики рассылок, но и от данных анкеты подписчика.
Несанкционированная рассылка
Спам — массовая рассылка рекламных объявлений по электронной почте без согласия получателей. Рассылка спама считается нарушением этикета и правил применения компьютерных сетей. Специфичность этого вида интернет-продвижения состоит не в анонимности рекламораспространителя и не в том, что спам — незапрошенная рассылка (многие виды рекламы являются незапрошенными или «несанкционированными», многие — анонимными). Особенность спама в том, что основную часть затрат по доставке рекламы несут потребители и интернет-провайдеры, тогда как источник спама ничем не компенсирует им доставку сообщений. По данному признаку спам не является рекламой, поскольку реклама по определению использует платные каналы доведения сообщения до аудитории. Спам преследуется или ограничивается законодательством ряда стран.
Индивидуальные письма
Рассылка индивидуальных писем по электронной почте — инструмент директ-маркетинга, требующий времени и персонализации сообщений. Ему предшествует работа по сбору адресов. С другой стороны, письмо попадает именно тем представителям аудитории, в чьём внимании инициатор рассылки в наибольшей степени заинтересован.

### Поисковая оптимизация (SEO)
Поисковая оптимизация (SEO — Search engine optimization) для некоторых типов сайтов поисковики приносят до половины и больше всех посетителей (то есть, потенциальных клиентов). Необходимым условием этого является присутствие ссылки в первых строках результатов поиска по наиболее популярным запросам. Поскольку результаты поиска обычно отсортированы по релевантности, перед оптимизатором стоит задача повысить релевантность кода веб-страниц к наиболее распространённым поисковым запросам.

## Категории рекламных инструментов

### Всплывающие (pop-up) окна и spyware
Аналогично спаму, для распространения используются ресурсы потребителя. Но метод не столь дёшев, как спам. К тому же, spyware во многих случаях признаётся вредоносной программой.

### Просмотр рекламы за плату или подписка на рекламу
Этот метод не показал особой эффективности в сравнении с другими и в настоящее время используется мало.

### Электронная доска объявлений
Электронная доска объявлений — сайт, по содержанию вполне аналогичный обычным бытовым доскам объявлений или рекламным газетам. Качественно отличается от них высокой оперативностью обновления содержимого и глобальной доступностью.

### Участие в рейтингах
Участие в рейтингах — этот метод для некоторых сайтов приносит существенную часть клиентов. Для большинства — незначительную часть. К тому же, не существует добросовестных способов подняться в рейтинге за деньги. Поэтому данный способ не укладывается в типовую экономическую схему «деньги-реклама-клиенты-деньги». Тем не менее, его с натяжкой можно отнести к методам рекламы.

### Реклама в социальных медиа
Развитие блогосферы и социальных сетей породило тысячи лидеров мнений (блогеров), за публикациями которых ежедневно следят сотни тысяч людей. Аудитория некоторых блогов сопоставима с охватом традиционных СМИ, однако уровень доверия к ним выше. Рекламодатели еще в 2006 году обратили внимание на блогосферу и социальные сети, однако прямых продаж добиться довольно сложно и данный инструмент воспринимается скорее как имиджевый.
При размещении рекламы в социальных медиа нужно учитывать следующие показатели:
- Количество подписчиков.
- Тип аудитории — является ли аудитория блогера вашими потенциальными клиентами
- Охват аудитории — показывает, сколько подписчиков просмотрели записи сообщества или блога. Высокий процент охвата является индикатором высокой активности пользователей.
- Источники переходов.
- Динамика — изменение числа пользователей.

### Дисплейные показы
Дисплейная реклама передает свое рекламное сообщение визуально, используя текст, логотипы, анимацию, видео, фотографии или другую графику. Рекламодатели часто используют таргетинг с определенными характеристиками, чтобы повысить эффективность рекламы. Интернет-рекламодатели часто используют файлы cookie, которые являются уникальными идентификаторами определенных компьютеров, чтобы решить, какую рекламу показывать конкретному потребителю. Файлы cookie могут отслеживать, покинул ли пользователь страницу, ничего не покупая, поэтому рекламодатель может позже перенаправить пользователя с рекламы с сайта, который посетил пользователь.
Поскольку рекламодатели собирают на нескольких внешних веб-сайтах данные об активности пользователя в Интернете, они могут создать подробный профиль интересов пользователя, чтобы обеспечить еще более целенаправленную рекламу. Такое объединение данных называется поведенческим таргетингом. Рекламодатели также могут нацеливать свою аудиторию, используя контекстную рекламу для показа медийных объявлений, связанных с содержанием веб-страницы, на которой показываются объявления.

### Баннерная реклама
Веб-баннеры или рекламные баннеры обычно представляют собой графические объявления, отображаемые на веб-странице. Многие рекламные баннеры размещаются на центральном рекламном сервере. Баннерная реклама может использовать мультимедиа для включения видео, аудио, анимации, кнопок, форм или других интерактивных элементов с использованием Java-апплетов, HTML5, Adobe Flash и других программ.

### Мобильная реклама
Рекламные объявления (текстовые и графические), которые показываются пользователям через беспроводные мобильные устройства, такие как смартфоны, мобильные телефоны или планшетные компьютеры. Мобильная реклама может принимать форму статических или мультимедийных медийных объявлений, СМС или MMS, рекламы с мобильным поиском, рекламы на мобильных веб-сайтах или рекламы в мобильных приложениях или играх. Отраслевые группы, такие как Ассоциация мобильного маркетинга, пытались стандартизировать спецификации мобильного рекламного блока, аналогично усилиям IAB для обычной интернет-рекламы.
Мобильная реклама быстро растет по нескольким причинам. В этой области появляется все больше мобильных устройств, скорость подключения улучшилась (что, помимо прочего, позволяет быстрее показывать более богатые мультимедийные объявления), улучшилось разрешение экрана, мобильные провайдеры становятся все более изощренными в отношении включения рекламы, а потребители все больше используют мобильные устройства.

### Таргетированная реклама
Она позволяет показывать объявления именно целевым пользователям. Рекламные объявления таргетированной рекламы будут показаны только той части аудитории, которая удовлетворяет заданным критериям. Можно настроить разные виды таргетированной рекламы в зависимости от охвата рекламной кампании. Каждый вид таргетированной рекламы (текстово-графические баннеры в соц.сетях, контентная реклама, программатик, контекстно-медийная сеть Google, рекламная сеть Яндекс) — это постоянно улучшающиеся системы, основанные на поиске аудитории по заданным критериям и параметрам и на демонстрации ей рекламного объявления.

### Интернет-сервисы(рекламная сеть)
Создание и использование интернет-сервисов рекламы: рекламной сети.
Международные: Google Ads, DoubleClick, Smowtion.
Российские: Яндекс.Директ, Бегун (сервис), Advmaker.

## Преимущества и недостатки интернет-рекламы

### Преимущества
Преимущества интернет-рекламы от других видов оффлайн рекламы (ТВ, радио, пресса, наружная реклама):
Стоимость
Низкие затраты на электронную связь снижают стоимость показа онлайн-рекламы по сравнению с оффлайн-рекламой. Интернет-реклама и, в частности, социальные сети предоставляют рекламодателям недорогие средства для взаимодействия с крупными авторитетными сообществами. Реклама в Интернете предлагает лучшие результаты, чем другие СМИ.
Измеримость
Интернет-рекламодатели могут собирать данные об эффективности своих объявлений, такие как размер потенциальной аудитории или фактический отклик аудитории, как посетитель достиг своей рекламы, привела ли реклама к продаже, и была ли реклама действительно загружена в поле зрения посетителя. [59] [60]: 59 . Также можно рассчитать стоимость каждого привлеченного клиента, совершенного звонка, проанализировать поведение целевой аудитории на сайте. Это помогает интернет-рекламодателям со временем перерабатывать и улучшать свои рекламные кампании.
Интерактивность
Рекламодатели имеют широкий спектр способов представления своих рекламных сообщений, в том числе возможность передавать изображения, видео, аудио и ссылки. В отличие от многих офлайн-объявлений, онлайн-реклама также может быть интерактивной. Например, некоторые объявления позволяют пользователям вводить запросы или позволяют пользователям следить за рекламодателем в социальных сетях. Интернет-реклама может также представлять собой небольшую онлайн игру.
Таргетинг
Рекламодатели могут охватить настраиваемые и узкие сегменты рынка для целевой рекламы. Интернет-реклама может использовать геотаргетинг для отображения релевантных рекламных объявлений для географии пользователя. Рекламодатели могут настроить каждое отдельное объявление для конкретного пользователя на основе предыдущих предпочтений пользователя. Рекламодатели также могут отслеживать, видел ли посетитель конкретную рекламу, чтобы уменьшить нежелательные повторяющиеся показы и обеспечить достаточный промежуток времени между показами.
Охват
Интернет-реклама может охватить практически любой рынок (локальный или мировой) и влияет на продажи в автономном режиме.
Скорость
Как только оформление рекламы завершено, онлайн-реклама может быть запущена. Показы онлайн-рекламы не обязательно должны быть связаны с графиком публикации издателя. Кроме того, интернет-рекламодатели могут изменять или заменять рекламные тексты быстрее, чем их автономные аналоги.

### Недостатки
Баннерная слепота
Исследования по отслеживанию глаз показали, что пользователи Интернета часто игнорируют зоны веб-страниц, которые могут содержать медийные объявления (иногда называемые «слепота баннера»), и эта проблема хуже в Интернете, чем в офлайн-СМИ. С другой стороны, исследования показывают, что даже те рекламные объявления, которые «игнорируются» пользователями, могут подсознательно влиять на пользователя.
Обман рекламодателей
Существует множество способов, с которых рекламодатели могут получить завышенную цену за свою рекламу. Например, мошенничество с кликами происходит, когда издатель или третьи стороны нажимают (вручную или с помощью автоматических средств) на объявление с ценой за клик без законного намерения покупки. Например, мошенничество с кликами может происходить, когда конкурент нажимает на рекламу, чтобы истощить рекламный бюджет своего конкурента, или когда издатели пытаются получить доход.
Проблемы конфиденциальности
Сбор информации о пользователях издателями и рекламодателями вызывает обеспокоенность потребителей по поводу их конфиденциальности.
По словам Гэллапа, более половины всех пользователей Google и Facebook беспокоятся о своей конфиденциальности при использовании Google и Facebook.
Спам
Низкая стоимость распространения рекламы в Интернете способствует распространению спама, особенно крупномасштабными спамерами. Многочисленные усилия были предприняты для борьбы со спамом, начиная от черных списков и заканчивая обязательной маркировкой и фильтрами контента, но большинство этих усилий имеют неблагоприятные побочные эффекты, такие как ошибочная фильтрация.

## Этические проблемы интернет-рекламы

### Со стороны владельцев сайтов
Потенциально неэтичные свойства рекламы на сайтах, не связанные со взломом ПО пользователя:
- Всплывающие окна. В большинстве современных веб-браузеров имеются функции их блокирования.
- Окна и баннеры, которые пользователь должен закрыть, чтобы увидеть содержимое сайта.
- Отвлекающая анимированная реклама (например, мигающая) или реклама, неожиданно включающая звуковое сопровождение.
- Большое количество рекламы, не соответствующее ценности сайта для посетителей.
- Замедление работы компьютера, особенно с Flash- и видеобаннерами (некоторые сайты отображаются в несколько раз быстрее без рекламы).
- Принуждение пользователя к использованию технологии, нужной только для просмотра рекламы, но не обязательной для просмотра остального содержимого (например, вывод непристойных изображений или невывод полезного содержимого сайта при невыполнении браузером сценариев JavaScript). См. также ниже об использовании сторонних служб.
- Маскировка рекламы под что-то другое.
  - Маскировка рекламы под «сообщение операционной системы об ошибке».
  - Показ рядом с полезными ссылками рекламы, похожей на такие ссылки (частный случай контекстной рекламы, например, у поисковых систем или случайно при использовании сторонних служб распространения рекламы).[24]
- Использование социальными сетями в рекламе имени пользователя или его знакомых, сбор информации о действиях своих пользователей.[25][26][27]
- Использование сайтов-сателлитов, расположенных на других доменах, но содержащих фрагменты информации с основного сайта. Создаются владельцем исходного сайта с целью увеличения количества входящих ссылок или получения нескольких позиций в поисковой выдаче
- Использование сторонних служб распространения рекламы.
  - При отсутствии контроля за предоставляемыми баннерами на сайте могут с ведома или без ведома администратора рекламироваться нежелательные, вредоносные или мошеннические сайты, либо продукты, не представляющие интереса ни для владельца сайта, ни для его посетителей.
  - Сторонняя служба может получать более-менее подробную информацию о посещениях пользователями сайтов и их переходах между сайтами, например, через виджеты кнопок Like/Share социальных сетей (см. Web bug[англ.], Web beacon).
  - Просмотр такой рекламы зачастую требует разрешения выполнения браузером скриптов и взаимодействия между сайтами, что может облегчить постороннему злоумышленнику использование межсайтового скриптинга и подделку межсайтовых запросов.

### Со стороны пользователей
В связи с распространённостью неэтичной рекламы и, соответственно, отрицательного отношения к ней пользователей, существует множество средств для её блокировки или скрытия (прокси-серверы, встроенные и подключаемые функции браузеров, файл hosts и др.).
Так как размещаемая реклама часто не вызывает интереса у пользователей, но заставляет их дольше ждать окончания загрузки, они могут включить блокировку всей рекламы без исключения.
Это может лишать владельцев «бесплатных» сайтов, существующих только за счёт рекламы, средств на поддержку таких сайтов.
Автор средства блокировки рекламы AdBlock Plus высказывал мнение, что многие из этих пользователей в общем не против рекламы, и не стали бы её блокировать, не будь она назойливой, и предлагал способ рекомендовать пользователям отключение блокировки рекламы на часто посещаемых ими сайтах. В последних версиях AdBlock Plus по умолчанию ставится опция «Разрешить некоторую ненавязчивую рекламу» (существует с версии 2.0).

## Мошенничество в интернет-рекламе
- Дорвей — сайт или веб-страница с бессмысленным (но «релевантным») содержимым, перенаправляющая посетителей на другой сайт.
- Псевдосайт — сайт-подделка. Пытаются выдать себя за то, чем они не являются — фальшивые сайты фирм или клубов, фальшивые интернет-магазины, фан-клубы и т. д. Как правило, создаются для продвижения других сайтов с помощью ссылок.

Основные признаки псевдосайтов:
- Минимум информативных страниц;
- Отсутствие названия (в шапке дублируется адрес).
- Отсутствие контактной информации; в качестве контактов представлена только форма обратной связи или email на бесплатном ящике.

## Правовое регулирование
1. Традиционные правовые нормы о рекламе не всегда могут эффективно регулировать интернет-рекламу, поскольку:
- эти нормы не учитывают технические особенности сети Интернет;
- затруднено определение юрисдикции (законодательство какой территории применять);
- затруднён контроль и привлечение к ответственности нарушителей.

Последние годы в законодательстве разных стран появляются специализированные нормы, регулирующие рекламу в Интернете. Например, в 2006 году внесены поправки в российский закон «О рекламе», касательно «особенностей рекламы в сетях электросвязи». А 21 июля 2012 года был введен запрет на Интернет-рекламу алкогольной продукции.
2. Проблемы связанные с нарушением патентов на технологии и механизмы онлайн-рекламы (Yahoo и Facebook).

## Рынок интернет-рекламы

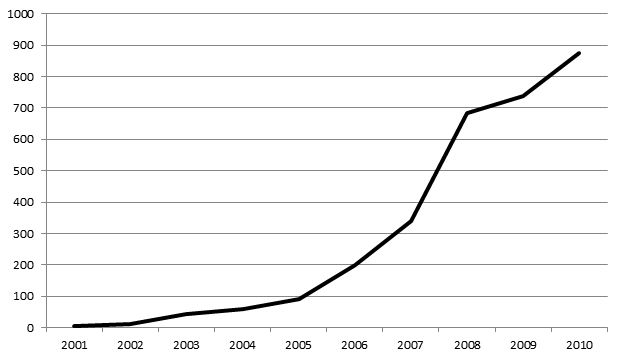
Объём рынка интернет-рекламы России (2001—2010 гг., млн долл.)

На пике мирового кризиса в 2009 году практически все компании мира сокращали свои рекламные бюджеты.

### В России
В России интернет-реклама появилась в 1997 году, когда были составлены первые прайс-листы, а баннеры продавались на основе оплаты за время показа и стоили порядка 35 долларов в день. С тех пор доля онлайн постоянно растет, в том числе относительно других платформ. Так, в 2007—2010 годах она увеличилась почти вдвое, а в 2008 году обошла радио.
В 2009 году падение рынка рекламы достигло колоссальных размеров: 26 % по сравнению с 2008 годом, что составило около 70 млрд рублей. Сильнее других от кризиса пострадали наружная реклама и печать: обвал превысил 40 %. В то же время объёмы интернет-рекламы выросли с 17,6 млрд рублей в 2008 году до 19 млрд рублей в 2009 (то есть на 8 %).
На протяжении 2010—2014 гг. темпы прироста объема рынка интернет-рекламы были значительно выше аналогичных показателей по другим сегментам рекламной деятельности: в 2010 году — 40 %, в 2011 — 56 %, в 2012 — 35 %, в 2013 — 27 %, в 2014 — 18 %. При этом отмечалась тенденция по сокращению доли медийной рекламы, прежде всего на фоне стремительного развития контекстного сегмента.
В 2014 году, по оценке Ассоциации коммуникационных агентств России (АКАР), на Интернет пришлось почти 25 % всех рекламных бюджетов, что в абсолютном выражении составило 84,6 млрд рублей, в том числе на контекстную рекламу — 65,5 млрд (более 70 % — Яндекс, более 20 % — Google, около 6 % — Mail.Ru), медийную — 19,1 млрд (33 % — Mail.Ru, 19 % — Яндекс).
Аналитики J’son & Partners Consulting считают, что потенциал рынка интернет-рекламы, исторически обеспечивавшийся главным образом быстрым ростом онлайн-аудитории, практически исчерпан, а новый экономический кризис обусловливает перевод бюджетов крупных рекламодателей в телерекламу, из-за чего падает объем медийной рекламы (в 2014 году он впервые за всю историю снизился — на 5 % относительно предыдущего года). Однако этот сегмент включает в себя видеорекламу, которая, напротив, стремительно набирает обороты: в течение 2012—2014 гг. её объем увеличился почти в 3 раза — до 4,9 млрд рублей, а в 2015 году эксперты ожидают роста еще на 20 %. Параллельно сохраняется положительная динамика контекстной рекламы, которая растет благодаря большому числу мелких и средних рекламодателей.
1 сентября 2022 года вступил в силу Закон о маркировке рекламы; в соответствии с ним необходимо указывать сведения о рекламодателе во всех материалах и отправлять в Единый реестр интернет-рекламы (ЕРИР) Роскомнадзора данные о кампании, итогах её проведения, договорах и актах.